# Nagy Gábor (szállodatulajdonos)

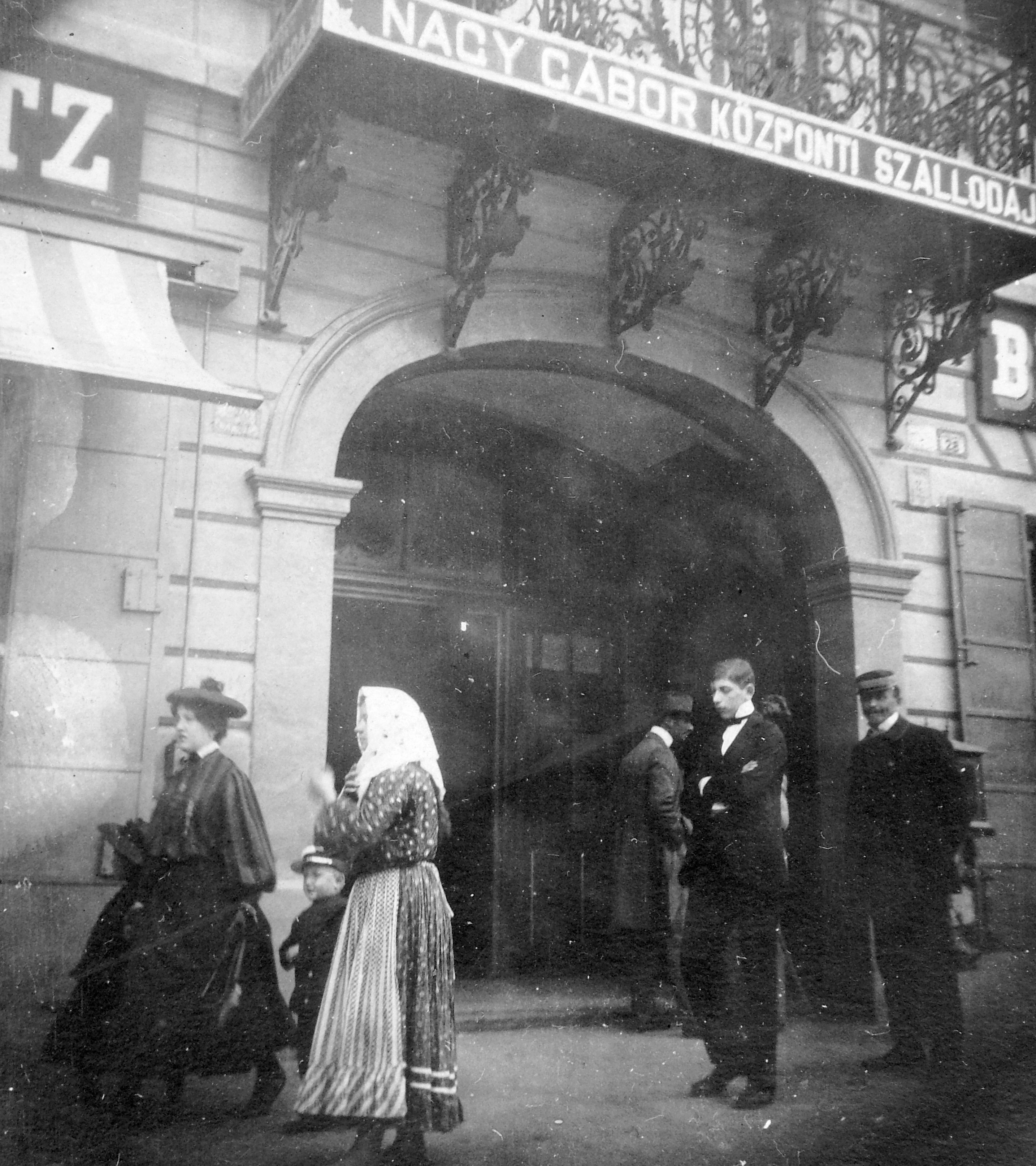
A Központi Szálloda bejárata 1909-ben

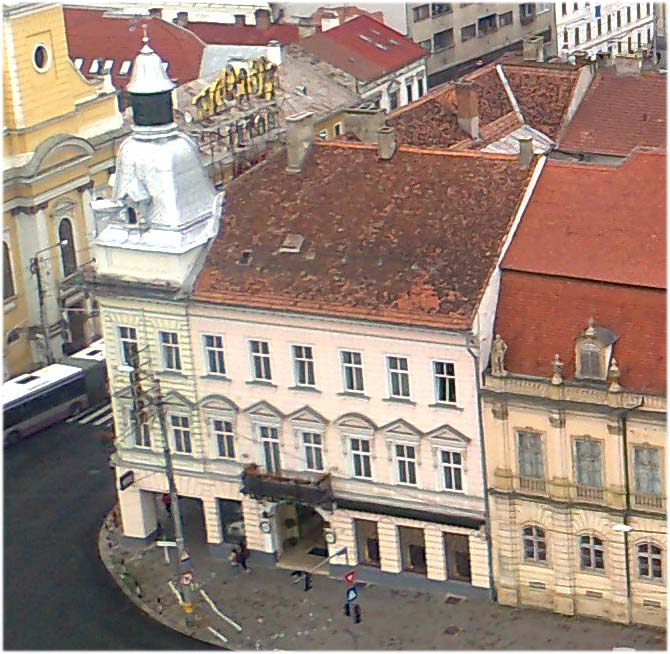
Az egykori Központi Szálloda 2016-ban

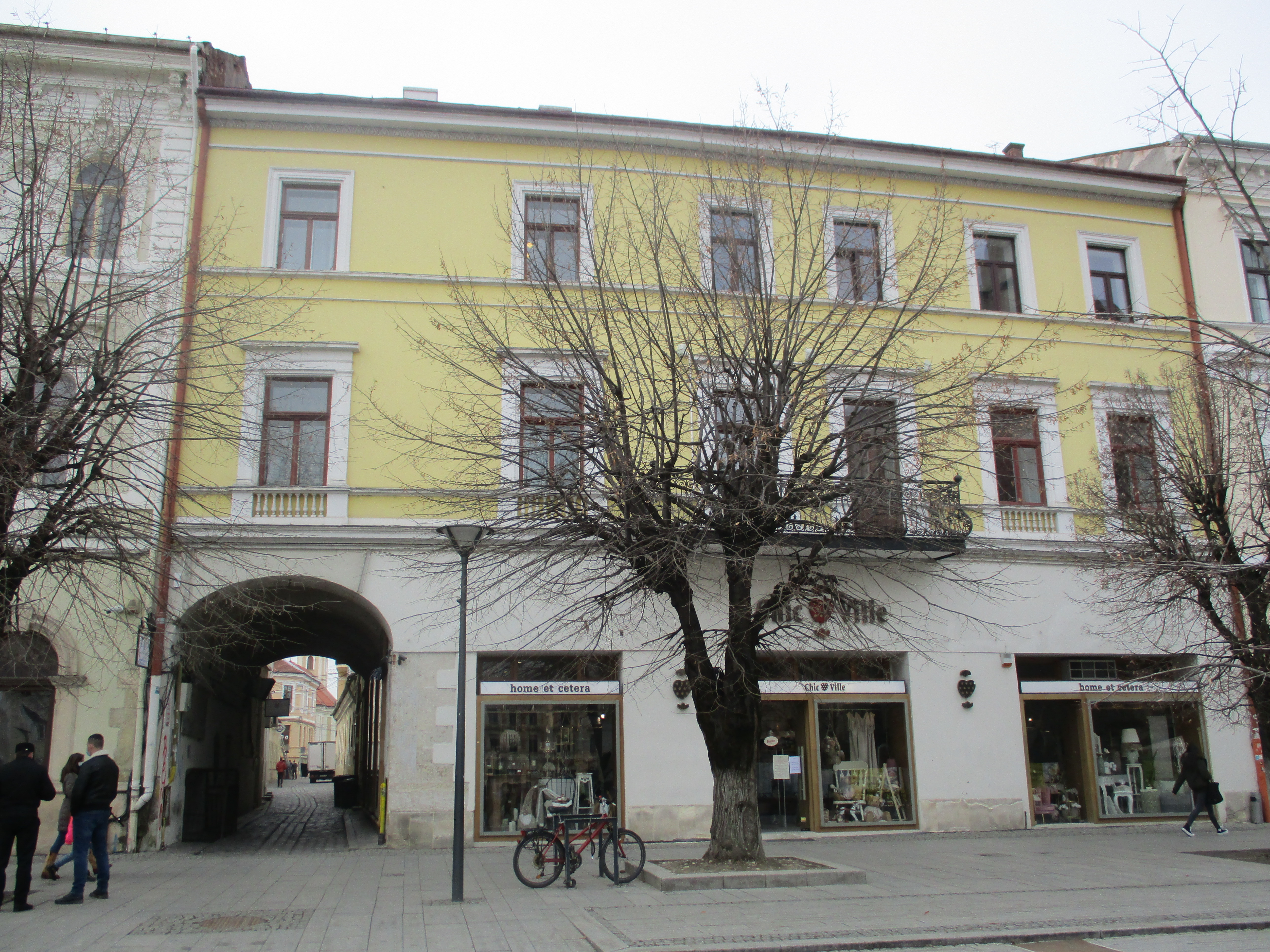
Főtér 13., ahova Nagy Gábor és családja 1901-ben költözött (egykori Fröhlich-ház)

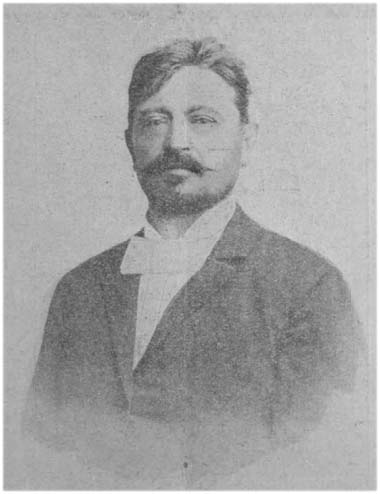
1896-ban

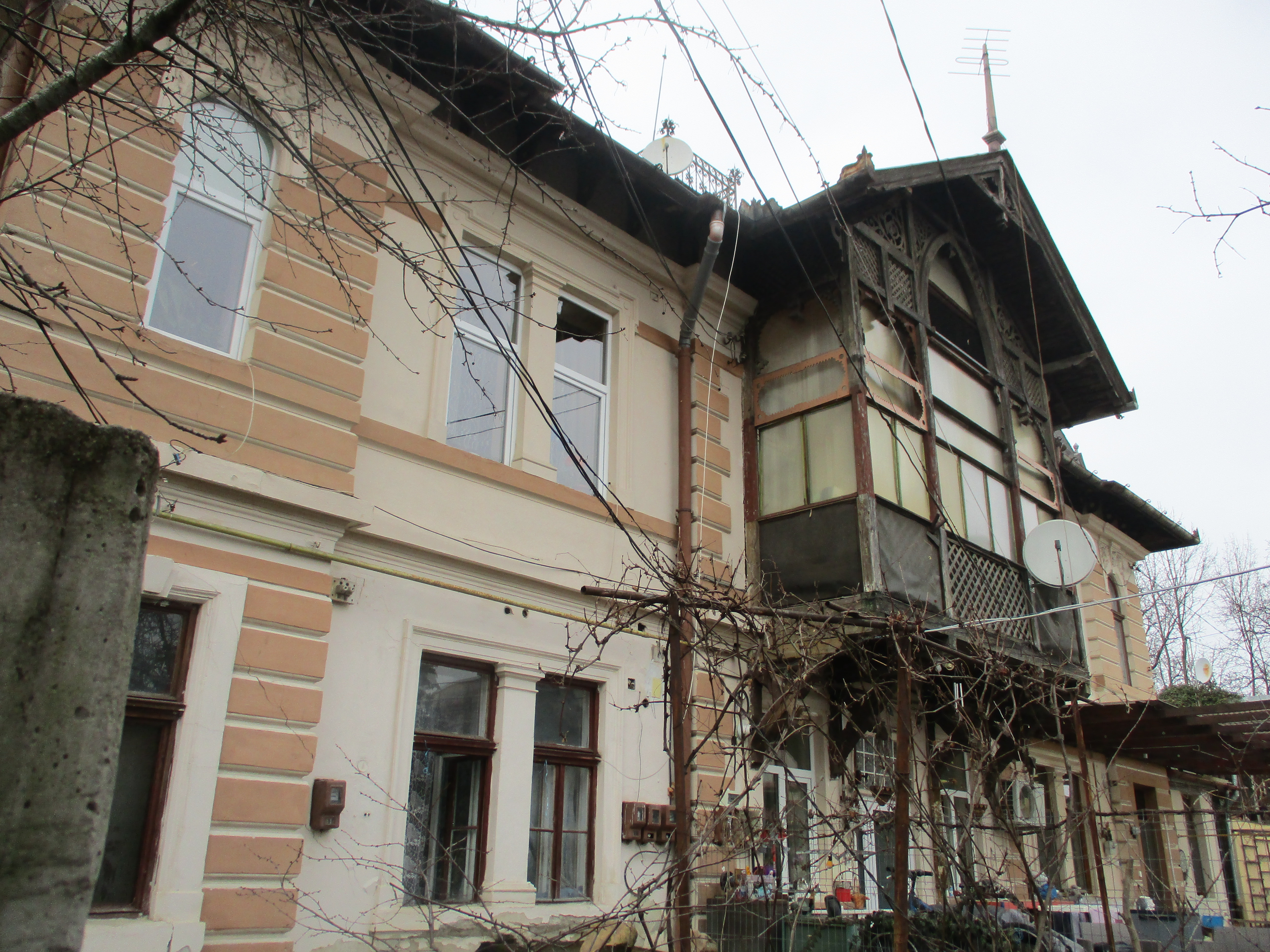
Nagy Gábor egykori Kőmál oldali mulatója 2021-ben (Galilei u. 18.)

Nagy Gábor (Dömsöd, 1845. november 6. – Kolozsvár, 1922. április 27.) kolozsvári szálloda- és vendéglőtulajdonos, nagybirtokos, közéleti személy.

## Életpályája
A főváros közeli Dömsödön született, ahol apja kávéházat működtetett. Nagy Gábor iskoláit szülőfalujában kezdte, majd  Budapesten  folytatta. Közben zenét is tanult Hubay Károly irányításával. A zene később is fontos szerepet játszott az életében. Édesanyja korai halála miatt abbahagyta tanulmányait, és édesapjának segített a kávéház működtetésében. Apja mellett szerzett szakmai tudását gyarapítandó  később gőzhajón, majd a fóvárosban dolgozott pincérként. A kiegyezést követő új lehetőségek számára is megnyitották az érvényesülés útját. Kolozsvárra költözött, és szobapincéri állást vállalt a legigényesebb kolozsvári szállodában, a Nemzeti Szállóban. Munkabírása, megjelenése, kiváló modora rövid időn belül a nagy szaktekintélyű pincérek közé sorolta. A főpincéri munka mellett szívesen használta kedvenc hangszerét, a hegedűt kikapcsolódásra. 1873-ban bérbe vette a marosvásárhelyi Transilvania Szállót. Itt néhány év alatt olyan baráti társaság vette körül, amely nagyon nehezen vált meg tőle, amikor visszatért Kolozsvárra. Egy évtizeden keresztül bérelte a Vigadó vendéglőt, de az Úri Kaszinó és Nemzeti Szálló vendéglőit is.  
1883-ban kávéházat nyított a Bánffy-palota földszínti termeiben, az udvaron pedig kerthelyiséget. Ritkaságnak számított, hogy voltak nők számára fenntartott szalonok is. 1890-ben megszerezte a Pannónia szálló és vendéglő bérlési jogát. Ez a Bánffy-palota mellett a Magyar utca sarkán lévő épület, amelyet Központi Szálló néven működtetett, de a kolozsváriaknak csak Nagygábor volt. (Az épület ma is áll, sokáig Central, majd Melody volt a neve. 2020-ban a Sapientia Alapítvány vásárolta meg.)
Vendéglőiben és kávéházaiban sok újítást vezetett be az ételek, italok, zenélés tekintetében is.
Szamosvíz néven jó minőségű saját borát kínálta. Szőllőskertje volt a Fellegvár aljában, a Kőmál domboldalon, ahol elegáns mulatót is működtetett. Vendéglóiben, mulatóiban igényes zenével szórakoztatta a vendégeket. A Központi Szállónak olyan híres vendégei  voltak mint Jókai Mór feleségével, Kacziány Ödön budapesti festőművész és Ferenc József császár és király.  Szállodája hírnevét bizonyítja, hogy a császár itt szállt meg, és nem a frissen épült New York szállóban.
Sokat harcolt azért, hogy a pincérek, szakácsok államilag támogatott szakiskolákban tanulják meg a mesterséget. 1906-ban három kolozsvári vendéglőssel (Fészl József, Gráf János, Tauszik Alajos) minden állami és városi támogatás nélkül, országos viszonylatban először, sikerült egy ilyen szakiskolát létrehozni, amelynek induláskor az igazgatón kívül öt tanára volt.
Sok egyesületnek (szakmai, kulturális stb.) volt alapító és támogató tagja, sokszor beválasztották a vezetőségbe is. Ezek közül nagyvonalúan támogatta az EMKE, a Süketnéma Intézet, a Kolozsvári Szépítőegylet megalakulását. Részt vett a Mátyás király szobor és a Szent György-szobor felállításáért  szervezett gyűjtőakciókban.  
Nagy Gábornak első feleségétől egy Mariska nevű lánya született, aki tehetséges zongoraművésznek indult, de férjhezmenetele után abbahagyta ezt a tevékenységét. Első felesége korai halála után ismét megnősült. Ebből a házasságból két gyermeke született, Krisztina és Sándor. Leszármazottjai ma Magyarországon élnek.
Halálalor a kolozsvári szállodások, vendéglősök és kávésok ipartársulata részvétnyílvánító közleményében felsorolta Nagy Gábor foglalkozásait, munkaköreit és közéletiszerep-vállalásait: szállodatulajdonos, nagybirtokos, ipartársulati tag, iparkamarai tag, pincéregylet díszelnöke, pincértanonc-iskola megalapítója, a zenekonzervatórium anyagi támogatója, a zenetársaság választmányi tagja, városi törvényhatósági bizottsági tag, a református egyházkerület presbitere. Sírja a Házsongárdi temetőben van, közel egykori barátja, Brassai Sámuel, valamint Ruzitska György zenekonzervatóriumi igazgató síremlékéhez.